# Tárnok
Tárnok är en ort i Ungern.   Den ligger i provinsen Pest, i den centrala delen av landet, 20 km sydväst om huvudstaden Budapest. Tárnok ligger 113 meter över havet och antalet invånare är 7 990.
Terrängen runt Tárnok är platt. Runt Tárnok är det tätbefolkat, med 550 invånare per kvadratkilometer. Närmaste större samhälle är Érd, 5,6 km öster om Tárnok. Trakten runt Tárnok består till största delen av jordbruksmark.